# Ragnar Öller

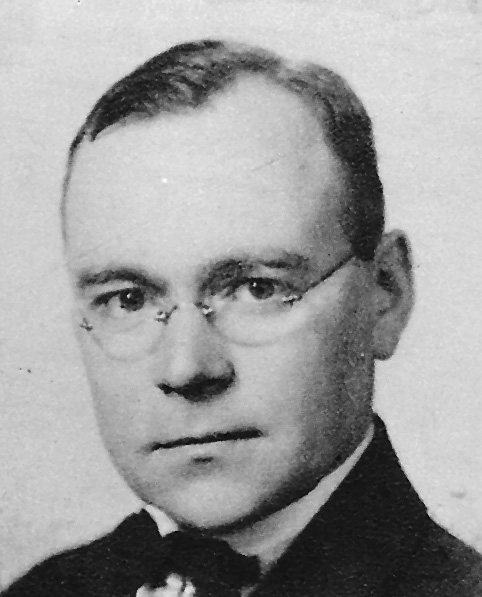
Ragnar Öller.

Karl Ragnar Öller, född 6 juli 1893 i Lahtis, död 22 december 1960 i Helsingfors, var en finländsk diplomat och författare.
Öller blev filosofie doktor 1921. Han var 1922–1927 anställd vid Litauens legation i Helsingfors och var 1932–1940 landets generalkonsul i Finland; från 1950 pakistansk konsul. Han var 1943–1950 vd för Leonard Lindelöfs maskinfabrik i Helsingfors.
Öller debuterade under eget namn med Marssvalan och andra noveller (1923); han utgav sedan under signaturen Sten Söderskär en lång rad pjäser och romaner.